# Pseudaulacaspis sordida
Pseudaulacaspis sordida är en insektsart som beskrevs av Hempel 1932. Pseudaulacaspis sordida ingår i släktet Pseudaulacaspis och familjen pansarsköldlöss. Inga underarter finns listade i Catalogue of Life.